# Un rôle étrange
Pour plus de détails, voir Fiche technique et Distribution.
Un rôle étrange (Herkulesfürdői emlék) est un film hongrois réalisé par Pál Sándor, sorti en 1976.

## Synopsis
En 1919, un communiste hongrois se déguise en femme et travaille dans un centre thermal pour échapper aux Russes blancs.

## Fiche technique
- Titre : Un rôle étrange
- Titre original : Herkulesfürdői emlék
- Réalisation : Pál Sándor
- Scénario : Pál Sándor et Zsuzsa Tóth
- Musique : Zdenkó Tamássy
- Photographie : Elemér Ragályi
- Montage : Éva Kármentõ
- Production : István Fogarasi
- Société de production : Hunnia Filmstúdió
- Pays de production :  Hongrie
- Genre : Drame et historique
- Durée : 87 minutes
- Dates de sortie : 
  - Hongrie : 6 janvier 1976
  - France : 1976

## Distribution
- Endre Holmann : Galambos Sarolta / Kövesi János
- Sándor Szabó : Dr. Wallach
- Dezső Garas : M. Reményi, le photographe
- Temessy Hédi : Mlle. Ágota
- András Kern : István Ács

## Distinctions
Le film a été présenté en sélection officielle en compétition lors de Berlinale 1977.